# Rima Hansteen
Rima Hansteen je nevýrazná měsíční brázda nacházející se na přivrácené straně Měsíce poblíž západního okraje kráteru Hansteen (podle něj získala své jméno) v oceánu Oceanus Procellarum (Oceán bouří). Je dlouhá cca 25 km. Střední selenografické souřadnice jsou 12,1° J, 53,0° Z. Jižně od brázdy Rima Hansteen začíná síť brázd Rimae Zupus, jihovýchodním směrem leží kráter Billy.